# Порпієво
Порпі́єво (рос. Порпиево) — присілок в Глазовському районі Удмуртії, Росія.

## Населення
Населення — 11 осіб (2010; 32 в 2002).
Національний склад станом на 2002 рік:
- удмурти — 69 %
- росіяни — 28 %

## Урбаноніми[3]
- вулиці — Болотна, Зарічна, Лісова, Південна, Садова